# Михалево (Дмитровський міський округ)
Ми́халево (рос. Михалево) — присілок у складі Дмитровського міського округу Московської області, Росія.

## Населення
Населення — 16 осіб (2010; 11 у 2002).
Національний склад (станом на 2002 рік):
- росіяни — 91 %